# Paul Kratz (Bergbeamter)
Paul Kratz (* 26. Dezember 1878 auf Gut Hermgesberg in Gruiten, Kreis Düsseldorf-Mettmann; † 1939) war ein deutscher Bergingenieur und Manager im Steinkohlenbergbau.

## Leben
Paul Kratz erlangte 1899 das Abitur am nachmaligen Carl-Fuhlrott-Gymnasium in Elberfeld. Anschließend absolvierte er ein einjähriges Praktikum auf der Zeche Consolidation in (Gelsenkirchen-)Schalke, wo er am 15. August 1899 bei einem Betriebsunfall schwer verunglückte. Von 1900 bis 1903 studierte er das höhere Bergfach an der Rheinischen Friedrich-Wilhelms-Universität Bonn, der Albert-Ludwigs-Universität Freiburg und der RWTH Aachen. 1902 wurde er Mitglied des Corps Hasso-Borussia Freiburg. Ende 1903 trat Kratz als Bergreferendar in den Vorbereitungsdienst ein und wurde vier Jahre später nach dem bestandenen Staatsexamen zum Bergassessor ernannt. Er verließ jedoch 1908 den Staatsdienst und wechselte in die Bergbauindustrie, er wurde stellvertretender Geschäftsführer des Bergbauvereins in Essen. 1921 wurde er zum Bergwerksdirektor und 1924 zum stellvertretenden Vorstandsmitglied der Essener Steinkohlenbergwerke ernannt. Nach deren Fusion mit Gelsenkirchener Bergwerks-AG wurde er dort stellvertretendes Vorstandsmitglied. 1933 mit der Wiederausgliederung wurde er Vorstandsmitglied der Essener Steinkohlenbergwerke.
Kratz war Mitglied des Verwaltungsrates der Reichsanstalt für Arbeitsvermittlung und Arbeitslosenversicherung und Ausschussmitglied der Vereinigung der Deutschen Arbeitgeberverbände.

## Auszeichnungen
- 1917: Verdienstkreuz für Kriegshilfe
- 1918: königlich bayerisches König Ludwig-Kreuz
- 1919: Eisernes Kreuz am weißen Bande